# Mirsad Hibić
Mirsad Hibić (ur. 11 października 1973 w Zenicy) – bośniacki piłkarz, reprezentant kraju grający na pozycji obrońcy.

## Kariera piłkarska
Przygodę z futbolem Hibić rozpoczął w 1989 w zespole z rodzinnego miasta, NK Čelik Zenica. Po dwóch rozegranych sezonach opuścił Čelik i dołączył do chorwackiego Hajduka Split. 
Wraz z Hajdukiem osiągnął największe sukcesy w piłkarskiej karierze. Trzykrotnie zdobył mistrzostwo Chorwacji w sezonach 1992, 1993/94 i 1994/95. Dwa razy zwyciężył w rozgrywkach o Puchar Chorwacji w sezonach 1992/93, 1994/95. Także z Hajdukiem Hibić cztery razy wygrał Superpuchar Chorwacji w latach 1992–1995. 
Od 1996 Hibić grał w Hiszpanii, gdzie został piłkarzem Sevilli. Przez 4 lata gry w Sevillistas wystąpił w 94 spotkaniach, w których strzelił trzy bramki. Od sezonu 2000/01 występował w grającym w Segunda División Atlético Madryt. Po dwóch sezonach Los Rojiblancos awansowali do Primera División. Po sezonie 2003/04, w którym rozegrał jedno spotkanie, zakończył karierę piłkarską. 
| Sezon     | Klub            | Kraj       | Rozgrywki                      | Mecze | Bramki |
| --------- | --------------- | ---------- | ------------------------------ | ----- | ------ |
| 1989/90   | NK Čelik Zenica | Jugosławia | Druga savezna liga             | 2     | 0      |
| 1990/91   | NK Čelik Zenica | Jugosławia | Treća savezna liga Jugoslavije | 28    | 0      |
| 1992      | Hajduk Split    | Chorwacja  | Prva HNL                       | 0     | 0      |
| 1992/93   | Hajduk Split    | Chorwacja  | Prva HNL                       | 2     | 0      |
| 1993/94   | Hajduk Split    | Chorwacja  | Prva HNL                       | 32    | 3      |
| 1994/95   | Hajduk Split    | Chorwacja  | Prva HNL                       | 27    | 3      |
| 1995/96   | Hajduk Split    | Chorwacja  | Prva HNL                       | 24    | 2      |
| 1996/97   | Sevilla FC      | Hiszpania  | Primera División               | 9     | 0      |
| 1997/98   | Sevilla FC      | Hiszpania  | Segunda División               | 32    | 2      |
| 1998/99   | Sevilla FC      | Hiszpania  | Segunda División               | 24    | 1      |
| 1999/2000 | Sevilla FC      | Hiszpania  | Primera División               | 29    | 0      |
| 2000/01   | Atlético Madryt | Hiszpania  | Segunda División               | 30    | 2      |
| 2001/02   | Atlético Madryt | Hiszpania  | Segunda División               | 32    | 2      |
| 2002/03   | Atlético Madryt | Hiszpania  | Primera División               | 28    | 1      |
| 2003/04   | Atlético Madryt | Hiszpania  | Primera División               | 1     | 0      |

## Kariera reprezentacyjna
Po raz pierwszy w reprezentacji Bośni i Hercegowiny Hibić zagrał 24 kwietnia 1996. Przeciwnikiem była reprezentacja Albanii, a mecz zakończył się bezbramkowym remisem.  
Uczestniczył wraz z kadrą w eliminacjach do Mistrzostw Europy 2000 (7 spotkań) i Mistrzostw Europy 2004 (7 spotkań). Zagrał także łącznie w 10 spotkaniach eliminacyjnych do mistrzostw Świata 1998 (2 spotkania) i 2002 (8 spotkań). Po raz ostatni w drużynie narodowej wystąpił 28 kwietnia 2004 w meczu z Finlandią, wygranym 1:0.
Łącznie w latach 1996–2004 Hibić zagrał dla Bośni i Hercegowiny w 36 spotkaniach. 
| Mecze i gole w reprezentacji | Mecze i gole w reprezentacji | Mecze i gole w reprezentacji | Mecze i gole w reprezentacji | Mecze i gole w reprezentacji | Mecze i gole w reprezentacji | Mecze i gole w reprezentacji |
| #                            | Data                         | Miasto                       | Przeciwnik                   | Gol                          | Wynik                        | Rozgrywki                    |
| ---------------------------- | ---------------------------- | ---------------------------- | ---------------------------- | ---------------------------- | ---------------------------- | ---------------------------- |
| 1.                           | 24.04.1996                   | Zenica                       | Albania                      |                              | 0:0                          | towarzyski                   |
| 2.                           | 08.06.1997                   | Kopenhaga                    | Dania                        |                              | 0:2                          | El. MŚ 1998                  |
| 3.                           | 20.08.1997                   | Sarajewo                     | Dania                        |                              | 3:0                          | El. MŚ 1998                  |
| 4.                           | 03.06.1998                   | Skopje                       | Macedonia Północna           |                              | 1:1                          | towarzyski                   |
| 5.                           | 19.08.1998                   | Sarajewo                     | Wyspy Owcze                  |                              | 1:0                          | El. ME 2000                  |
| 6.                           | 05.09.1998                   | Sarajewo                     | Estonia                      |                              | 1:1                          | El. ME 2000                  |
| 7.                           | 10.10.1998                   | Sarajewo                     | Czechy                       |                              | 1:3                          | El. ME 2000                  |
| 8.                           | 10.03.1999                   | Budapeszt                    | Węgry                        |                              | 1:1                          | towarzyski                   |
| 9.                           | 05.06.1999                   | Sarajewo                     | Litwa                        |                              | 2:0                          | El. ME 2000                  |
| 10.                          | 09.06.1999                   | Toftir                       | Wyspy Owcze                  |                              | 2:2                          | El. ME 2000                  |
| 11.                          | 04.09.1999                   | Sarajewo                     | Szkocja                      |                              | 1:2                          | El. ME 2000                  |
| 12.                          | 08.09.1999                   | Teplice                      | Czechy                       |                              | 0:3                          | El. ME 2000                  |
| 13.                          | 29.03.2000                   | Zenica                       | Macedonia Północna           |                              | 1:0                          | towarzyski                   |
| 14.                          | 16.08.2000                   | Sarajewo                     | Turcja                       |                              | 2:0                          | towarzyski                   |
| 15.                          | 02.09.2000                   | Sarajewo                     | Hiszpania                    |                              | 1:2                          | El. MŚ 2002                  |
| 16.                          | 11.10.2000                   | Ramat Gan                    | Izrael                       |                              | 1:3                          | El. MŚ 2002                  |
| 17.                          | 24.03.2001                   | Sarajewo                     | Austria                      |                              | 1:1                          | El. MŚ 2002                  |
| 18.                          | 28.03.2001                   | Vaduz                        | Liechtenstein                |                              | 3:0                          | El. MŚ 2002                  |
| 19.                          | 02.06.2001                   | Oviedo                       | Hiszpania                    |                              | 1:4                          | El. MŚ 2002                  |
| 20.                          | 15.08.2001                   | Sarajewo                     | Malta                        |                              | 2:0                          | towarzyski                   |
| 21.                          | 01.09.2001                   | Sarajewo                     | Izrael                       |                              | 0:0                          | El. MŚ 2002                  |
| 22.                          | 05.09.2001                   | Wiedeń                       | Austria                      |                              | 0:2                          | El. MŚ 2002                  |
| 23.                          | 07.10.2001                   | Zenica                       | Liechtenstein                |                              | 0:5                          | El. MŚ 2002                  |
| 24.                          | 27.03.2002                   | Sarajewo                     | Macedonia Północna           |                              | 4:4                          | towarzyski                   |
| 25.                          | 17.04.2002                   | Zagrzeb                      | Chorwacja                    |                              | 0:2                          | towarzyski                   |
| 26.                          | 21.08.2002                   | Sarajewo                     | Jugosławia                   |                              | 0:2                          | towarzyski                   |
| 27.                          | 07.09.2002                   | Sarajewo                     | Rumunia                      |                              | 0:3                          | El. ME 2004                  |
| 28.                          | 11.10.2002                   | Sarajewo                     | Niemcy                       |                              | 1:1                          | towarzyski                   |
| 29.                          | 16.10.2002                   | Oslo                         | Norwegia                     |                              | 0:2                          | El. ME 2004                  |
| 30.                          | 12.02.2003                   | Cardiff                      | Walia                        |                              | 2:2                          | towarzyski                   |
| 31.                          | 02.04.2003                   | Kopenhaga                    | Dania                        |                              | 2:0                          | El. ME 2004                  |
| 32.                          | 07.06.2003                   | Krajowa                      | Rumunia                      |                              | 0:2                          | El. ME 2004                  |
| 33.                          | 06.09.2003                   | Zenica                       | Norwegia                     |                              | 1:0                          | El. ME 2004                  |
| 34.                          | 10.09.2003                   | Luksemburg                   | Luksemburg                   |                              | 1:0                          | El. ME 2004                  |
| 35.                          | 11.10.2003                   | Sarajewo                     | Dania                        |                              | 1:1                          | El. ME 2004                  |
| 36.                          | 28.04.2004                   | Zenica                       | Finlandia                    |                              | 1:0                          | towarzyski                   |

## Sukcesy
Hajduk Split
- Mistrzostwo Chorwacji (3): 1992, 1993/94, 1994/95
- Puchar Chorwacji (2): 1992/93, 1994/95
- Superpuchar Chorwacji (4): 1992, 1993, 1994, 1995

Atlético Madryt
- Mistrzostwo Segunda División (1): 2001/02